# Boraginàcies
Les boraginàcies (Boraginaceae) són una família de plantes angiospermes de l'ordre de les boraginals (Boraginales) dins del clade de les làmides, un subclade de les astèrides. Conté més de 2.700 espècies, agrupades en 154 gèneres. La seva distribució és cosmopolita.

## Taxonomia
Aquesta família va ser descrita per primer cop l'any 1789, amb el nom de Borragineae, a l'obra Genera Plantarum del botànic francès Antoine-Laurent de Jussieu (1748 – 1836).

## Gèneres
Dins d'aquesta família es reconeixen els 154 gèneres següents:
- Actinocarya Benth.
- Adelinia J.I.Cohen
- Adelocaryum Brand
- Aegonychon Gray
- Afrotysonia Rauschert
- Ailuroglossum Sutorý
- Alkanna Tausch
- Amblynotus (A.DC.) I.M.Johnst.
- Amphibologyne Brand
- Amsinckia Lehm.
- Amsinckiopsis (I.M.Johnst.) Guilliams, Hasenstab & B.G.Baldwin
- Anchusa L.
- Ancistrocarya Maxim.
- Andersonglossum J.I.Cohen
- Anoplocaryum Ledeb.
- Antiotrema Hand.-Mazz.
- Antiphytum DC. ex Meisn.
- Arnebia Forssk.
- Asperugo L.
- Borago L.
- Bothriospermum Bunge
- Bourreria P.Browne
- Brachybotrys Maxim. ex Oliv.
- Brandella R.R.Mill
- Brunnera Steven
- Buglossoides Moench
- Caccinia Savi
- Cerinthe L.
- Chionocharis I.M.Johnst.
- Codon L.
- Coldenia L.
- Cordia L.
- Craniospermum Lehm.
- Crucicaryum Brand
- Cryptantha Lehm. ex G.Don
- Cynoglossopsis Brand
- Cynoglossum L.
- Cynoglottis (Guşul.) Vural & Kit Tan
- Cystostemon Balf.f.
- Dasynotus I.M.Johnst.
- Decalepidanthus Riedl
- Draperia Torr.
- Echiochilon Desf.
- Echiostachys Levyns
- Echium Tourn. ex L.
- Ehretia P.Browne
- Ellisia L.
- Embadium J.M.Black
- Emmenanthe Benth.
- Eremocarya Greene
- Eriodictyon Benth.
- Eritrichium Schrad. ex Gaudin
- Eucrypta Nutt.
- Euploca Nutt.
- Gastrocotyle Bunge
- Glandora D.C.Thomas, Weigend & Hilger
- Greeneocharis Gürke & Harms
- Gyrocaryum Valdés
- Hackelia Opiz
- Halacsya Dörfl.
- Halgania Gaudich.
- Harpagonella A.Gray
- Heliocarya Bunge
- Heliotropium Tourn. ex L.
- Hesperochiron S.Watson
- Hoplestigma Pierre
- Hormuzakia Guşul.
- Huynhia Greuter
- Hydrophyllum L.
- Iberodes M.Serrano, R.Carbajal & S.Ortiz
- Ivanjohnstonia Kazmi
- Ixorhea Fenzl
- Johnstonella Brand
- Keraunea Cheek & Sim.-Bianch.
- Lappula Moench
- Lasiocaryum I.M.Johnst.
- Lennoa Lex.
- Lepechiniella Popov
- Lepidocordia Ducke
- Lindelofia Lehm.
- Lithodora Griseb.
- Lithospermum L.
- Lobostemon Lehm.
- Maharanga DC.
- Mairetis I.M.Johnst.
- Mattiastrum (Boiss.) Brand
- Megacaryon Boiss.
- Melanortocarya Selvi, Bigazzi, Hilger & Papini
- Memoremea A.Otero, Jim.Mejías, Valcárcel & P.Vargas
- Mertensia Roth
- Microcaryum I.M.Johnst.
- Microparacaryum (Popov ex Riedl) Hilger & Podlech
- Microula Benth.
- Mimophytum Greenm.
- Moltkia Lehm.
- Moltkiopsis I.M.Johnst.
- Moritzia DC. ex Meisn.
- Myosotidium Hook.
- Myosotis L.
- Myriopus Small
- Nama L.
- Neatostema I.M.Johnst.
- Nemophila Nutt. ex W.P.C.Barton
- Nesocaryum I.M.Johnst.
- Nihon A.Otero, Jim.Mejías, Valcárcel & P.Vargas
- Nogalia Verdc.
- Nonea Medik.
- Ogastemma Brummitt
- Omphalodes Mill.
- Omphalolappula Brand
- Omphalotrigonotis W.T.Wang
- Oncaglossum Sutorý
- Onosma L.
- Oreocarya Greene
- Paracaryum Boiss.
- Paramoltkia Greuter
- Pectocarya DC. ex Meisn.
- Pentaglottis Tausch
- Phacelia Juss.
- Pholisma Nutt. ex Hook.
- Pholistoma Lilja
- Phyllocara Guşul.
- Plagiobothrys Fisch. & C.A.Mey.
- Podonosma Boiss.
- Pontechium Böhle & Hilger
- Pseudolappula Khoshsokhan & Kaz.Osaloo
- Pulmonaria L.
- Rindera Pall.
- Rochefortia Sw.
- Rochelia Rchb.
- Romanzoffia Cham.
- Rotula Lour.
- Sauria Bajtenov
- Selkirkia Hemsl.
- Simpsonanthus Guilliams, Hasenstab & B.G.Baldwin
- Sinojohnstonia Hu
- Solenanthus Ledeb.
- Stenosolenium Turcz.
- Suchtelenia Kar. ex Meisn.
- Symphytum Tourn. ex L.
- Thaumatocaryon Baill.
- Thyrocarpus Hance
- Tianschaniella B.Fedtsch. ex Popov
- Tiquilia Pers.
- Tournefortia L.
- Trachelanthus Kunze
- Trachystemon D.Don
- Tricardia Torr. ex S.Watson
- Trichodesma R.Br.
- Trigonocaryum Trautv.
- Trigonotis Steven
- Varronia P.Browne
- Wellstedia Balf.f.
- Wigandia Kunth

## Història taxonòmica
A sistemes antics com ara el Cronquist (1981), les boraginàcies eren dins l'ordre de les Lamials mentre que al Takhtadjan (1997) es trobava al seu propi ordre de les boraginals, però amb una circumscripció força diferent a l'actual, amb dues famílies que ara es troben dins les boraginàcies i una altra, Tetrachondraceae, que ara és dins les lamials.
A la primera classificació filogenètica APG (1998) es va reconèixer la família de les boraginàcies però deixant-la sense classificar en cap odre concret, restant dins del clade de les euastèrides I. Aquesta situació va continuar igual a la segona versió, APG II (2003). El tercer sistema APG, APG III (2009), només va introduir del nom de làmides en comptes d'euastèrides I. La quarta versió, APG IV (2016) va acabar de resoldre la ubicació de la família reconeixent l'ordre de les boraginals.